# Morris Chestnut

Morris Chestnut (2010)

Morris Chestnut (* 1. Januar 1969 in Cerritos, Kalifornien) ist ein US-amerikanischer Schauspieler.

## Leben
Morris Chestnut studierte Schauspiel an der California State University. 1991 hatte er seinen ersten Auftritt neben Laurence Fishburne und Ice Cube in Boyz n the Hood – Jungs im Viertel. Seine erste Hauptrolle spielte er 1999 in The Best Man – Hochzeit mit Hindernissen, die ihm eine Nominierung für den Image Award der NAACP einbrachte.
Morris Chestnut ist seit 1995 mit Pam Byse verheiratet, mit ihr hat er zwei Kinder.

## Filmografie (Auswahl)
- 1990: Freddy’s Nightmares (Fernsehserie, Folge 2x19 A Family Affair)
- 1991: Boyz n the Hood – Jungs im Viertel (Boyz n the Hood)
- 1991: Last Boy Scout – Das Ziel ist Überleben (The Last Boy Scout)
- 1992: Bandenkrieg (In the Line of Duty: Street War)
- 1993: Aufruhr in Little Rock (The Ernest Green Story, Fernsehfilm)
- 1994: Das schwarze Paradies (The Inkwell)
- 1995: Alarmstufe: Rot 2 (Under Siege 2: Dark Territory)
- 1996: Die Retter: Feuerhölle in Manhattan
- 1997: Die Akte Jane (G.I. Jane)
- 1999: The Best Man – Hochzeit mit Hindernissen (The Best Man)
- 2000: Emergency Room – Die Notaufnahme (ER, Fernsehserie, 2 Folgen)
- 2001: The Killing Yard
- 2001: Die zehn Regeln der Liebe (Two Can Play The Game)
- 2001: The Brothers – Auf der Suche nach der Frau des Lebens (The Brothers)
- 2001: Scenes of the Crime
- 2002: Halbtot – Half Past Dead (Half Past Dead)
- 2002: Like Mike
- 2003: Confidence
- 2004: Anacondas: Die Jagd nach der Blut-Orchidee (Anacondas: The Hunt for the Blood Orchid)
- 2004: Breakin’ All the Rules
- 2004: Im Feuer (Ladder 49)
- 2005: The Cave
- 2005: Bones – Die Knochenjägerin (Bones, Fernsehserie, Folge 1x06 The Man in the Wall)
- 2007: Das perfekte Weihnachten (The Perfect Holiday)
- 2007: Daddy ohne Plan (The Game Plan)
- 2008: Prince of Pistols
- 2008: Not Easily Broken
- 2009–2011: V – Die Besucher (V, Fernsehserie, 22 Folgen)
- 2011: American Horror Story (Fernsehserie, 6 Folgen)
- 2012: Denk wie ein Mann (Think like a Man)
- 2013–2014: Nurse Jackie (Fernsehserie, 17 Folgen)
- 2013: Voll abgezockt (Identity Thief)
- 2013: The Call – Leg nicht auf! (The Call)
- 2013: Kick-Ass 2
- 2013: Urlaub mit Hindernissen – The Best Man Holiday (The Best Man Holiday)
- 2014–2015: Legends (Fernsehserie, 12 Folgen)
- 2015–2017: Rosewood (Fernsehserie, 44 Folgen)
- 2015: The Perfect Guy
- 2015: Die Entführung von Bus 657 (Heist)
- 2016: Das Wiegenlied vom Tod (When the Bough Breaks)
- 2018: Goliath (Fernsehserie, 7 Folgen)
- 2019: The Enemy Within (Fernsehserie, 13 Folgen)
- 2019–2021: Atlanta Medical (The Resident, Fernsehserie)
- 2020: Spell (nur Produktion)
- 2021–2022: Our Kind of People (Fernsehserie)